# Turuçu
Turuçu är en kommun i Brasilien.   Den ligger i delstaten Rio Grande do Sul, i den södra delen av landet, 1 800 km söder om huvudstaden Brasília. Antalet invånare är 3 522.
Trakten runt Turuçu består till största delen av jordbruksmark. Runt Turuçu är det mycket glesbefolkat, med 4 invånare per kvadratkilometer.